# هيو ماغيري
هيو ماغيري (بالإنجليزية: Hugh Maguire)‏ هو عداء مسافات طويلة أمريكي، ولد في 1 يوليو 1887 في باترسون في الولايات المتحدة، وتوفي في فبراير 1967 في فورت لودرديل في الولايات المتحدة.

## وصلات خارجية
- هيو ماغيري على موقع أوليمبيديا (الإنجليزية)